# Jihlávka
Jihlávka település Csehországban, a Jihlavai járásban. Jihlávka Horní Dubenky, Kaliště, Počátky és Horní Ves településekkel határos. Lakosainak száma 200 fő (2024. január 1.).

## Népesség
A település lakosságának változását az alábbi diagram mutatja:
| Lakosok száma | 435  | 488  | 621  | 421  | 337  | 232  | 213  | 205  | 194  | 200  |
|               | 1869 | 1890 | 1921 | 1950 | 1980 | 2001 | 2017 | 2019 | 2022 | 2024 |